# Жерви
Жерви или Жерве (на гръцки: Ζέρβη, Зерви) е село в Република Гърция, в дем Воден (Едеса), област Централна Македония.

## География
Селото е разположено на 760 m надморска височина на 23 km западно от демовия център Воден (Едеса) и на около 57 km източно от Лерин (Флорина) в планината Нидже (Ворас), северно от Островското езеро.

## История

### В Османската империя
В 1848 година руският славист Виктор Григорович описва в „Очерк путешествия по Европейской Турции“ Жерве като българско село. Между 1896 и 1900 година селото преминава под върховенството на Българската екзархия.
В началото на XX век Жерви е чисто българско село във Воденска кааза на Османската империя. Според статистиката на Васил Кънчов („Македония. Етнография и статистика“) в 1900 година в Жерви живеят 290 българи християни. Цялото население е под върховенството на Българската екзархия. По данни на секретаря на екзархията Димитър Мишев („La Macédoine et sa Population Chrétienne“) в 1905 година в Жерви (Jervi) има 280 българи екзархисти. Към 1906-1907 година енорийски свещеник в селото е Стоян Лазов.
При избухването на Балканската война в 1912 година един човек от Жерви е доброволец в Македоно-одринското опълчение.

### В Гърция
През войната селото е окупирано от гръцки части и остава в Гърция след Междусъюзническата война.
Сръбският автор Л. Павлович, който посещава района по време на Първата световна война пише, че Жерви е малко село, което никога не е могло да порасне поради крайната сиромашия на жителите му. Земята му е неплодородна, подложена на наводнения.
Боривое Милоевич пише в 1921 година („Южна Македония“), че Жерви има 40 къщи славяни християни.
Селото пострадва силно в Гражданската война (1946 - 1949) и няколко семейства бягат в Югославия, а други в съседните села. След края на войната много се връщат.
Населението произвежда предимно пшеница и царевица, като се занимава частично и със скотовъдство и овощарство - орехи и череши.
| Година    | 1913 | 1920 | 1928 | 1940 | 1951 | 1961 | 1971 | 1981 | 1991 | 2001 | 2011 | 2021 |
| --------- | ---- | ---- | ---- | ---- | ---- | ---- | ---- | ---- | ---- | ---- | ---- | ---- |
| Население | 256  | 244  | 304  | 457  | 260  | 392  | 375  | 326  | 334  | 349  | 303  | 273  |

## Личности
Родени в Жерви
- Ване Ташев, македоно-одрински опълченец, Втора рота на Единадесета сярска дружина[10]
- Георги Петров, български опълченец, постъпил във II рота на I опълченска дружина на 1 април 1877 година, уволнен на 12 септември 1877 година по болест[11]
- Стоян (Тане) Лазов Сетинов (1851 или 1870 - 1965), свещеник, революционер и войвода от ВМОРО. Участник в Илинденското въстание.